# Okonina
Okonina – wieś w Słowenii, w gminie Ljubno. W 2018 roku liczyła 205 mieszkańców.